# رأس الخشوفة
رأس الخشوفة ناحية إدارية وقرية في منطقة صافيتا التابعة لمحافظة طرطوس. تبعد عن صافيتا حوالي 5 كم على طريق طرطوس-صافيتا. تشتهر القرية بزراعة الزيتون وكثير من أنواع الفواكه. توجد فيها مدارس ثانوية واعدادية وابتدائية وتمتاز هذه القرية بجوها اللطيف وهي من أكبر القرى الموجودة في صافيتا.